# Cadella hoshiyamai
Cadella hoshiyamai is een tweekleppigensoort uit de familie van de Tellinidae. De wetenschappelijke naam van de soort is voor het eerst geldig gepubliceerd in 1960 door Kuroda.